# ماهیچه بزرگ راست پس سر
ماهیچه بزرگ راست پسِ سر (انگلیسی: Rectus capitis posterior major muscle) از ماهیچه‌های گردن است. این ماهیچه از یک زردپی نوک‌تیز در زائده خاری مهره آسه آغاز می‌شود و پس از بالا رفتن، به بخش کناری خط گردنی پایینی استخوان پس‌سری و سطح استخوانی که درست در زیر خط واقع شده وارد می‌گردد.

## نگارخانه

Position of rectus capitis posterior major muscle (shown in red).
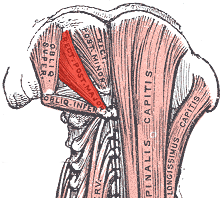
Rectus capitis posterior major muscle.
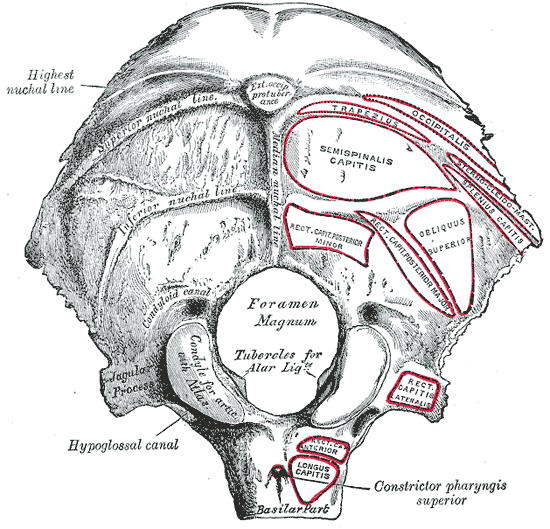
Occipital bone. Outer surface.
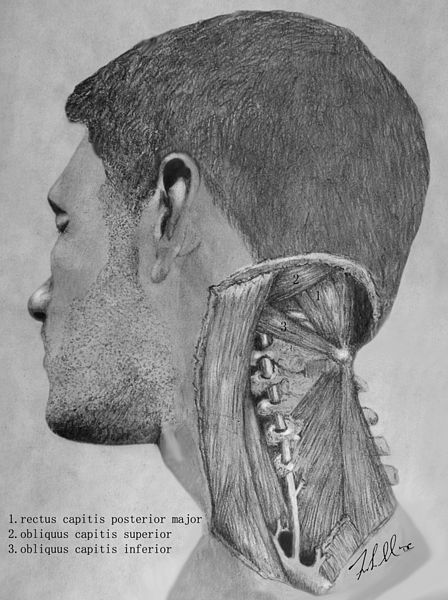
Rectus capitis posterior major's relationship to other suboccipital muscles.